# La Unión kommun, Valle del Cauca
La Unión är en kommun i Colombia.   Den ligger i departementet Valle del Cauca, i den centrala delen av landet, 220 km väster om huvudstaden Bogotá. Antalet invånare är 31 798.